# Darío Estrada
Darío Estrada (c. 1981) es un ingeniero petrolero y activista venezolano. Darío fue detenido en 2020 sin una orden judicial y fue acusado de planear una conspiración después de las elecciones parlamentarias de Venezuela el mismo año. En 2024 fue sentenciado a a 30 años de cárcel, la pena máxima en Venezuela. Organizaciones de derechos humanos como Foro Penal y Justicia, Encuentro y Perdón han condenado su detención y lo han calificado como un preso político, y Amnistía Internacional ha exigido su liberación inmediata e incondicional.

## Detención
Darío es ingeniero petrolero, activista y militante del partido Encuentro Ciudadano. Participó activamente en las protestas en Venezuela de 2017, donde fue detenido por una semana junto a su madre en el Comando Nacional Antiextorsión y Secuestro (CONAS) de la Guardia Nacional. El 24 de diciembre de 2020, alrededor de las 11:00 p.m., funcionarios de las Fuerzas de Acciones Especiales (FAES) de la Policía Nacional Bolivariana (PNB) irrumpieron en su casa en Barquisimeto, estado Lara, y arrestaron a Darío sin una orden judicial, a pesar de encontrarse en aislamiento por haberse contagiado de COVID-19. Fue trasladado a la comandancia policial, golpeado, y atado de manos y pies al asta de la bandera de la comandancia, donde pasó la primera noche de su detención.
Los efectivos le dijeron a Estrada que su detención se basaba en "una orden desde arriba”, que le "preguntaban a sus superiores por instrucciones", y que no conocían sobre qué lo acusaban. Posteriormente le dijeron que se le acusaba de pertenecer a un grupo de WhatsApp en el que "se estarían haciendo planes en contra del gobierno".En cadena nacional fue acusado de planificar asaltos contra unidades militares el 5 de enero de 2021, durante la juramentación de los diputados de la V Legislatura de la Asamblea Nacional oficialista.
Darío después fue trasladado a la sede de la PNB en La Yaguara, Caracas. Sus familiares consideran que fue detenido por su participación en las manifestaciones de 2017, y al tener un tránsito migratorio a Colombia de 2018 al viajar a Perú por vía terrestre, el hecho fue usado para acusarlo de un supuesto plan de ataque planeado en Colombia.Su hermano ha negado categóricamente las acusaciones, declarando que la única prueba presentada por la fiscalía era el grupo de WhatsApp al que pertenecía, donde lo agregaron y nunca había escrito.Durante su reclusión, Estrada ha recibido comida y medicamentos de otros detenidos, activistas de derechos humanos y organizaciones de la sociedad civil debido a la condición económica de su madre y a que el Estado venezolano no provee bienes básicos a los reclusos. Para 2023, no había podido ver a su hijo.
En febrero de 2024, año en el que se produjeron múltiples traslados de presos políticos a otros centros de reclusión, la organización de derechos humanos Justicia, Encuentro y Perdón pidió un traslado humanitario para Darío Estrada.En julio, Amnistía Internacional exigió su liberación inmediata e incondicional, junto con la de otros presos políticos. El 9 de agosto del mismo año, la jueza Alejandra Romero lo condenó a 30 años de cárcel, la pena máxima en Venezuela, junto con el profesor Robert Franco y otras dos personas por los "delitos de traición a la patria, asociación para delinquir y homicidio intencional en grado de tentativa". El partido Encuentro Ciudadano y la ONG Foro Penal condenaron la sentencia.

## Vida personal
Darío Estrada es neurodivergente y tiene síndrome de Asperger.Tiene un hermano mayor,además de un hijo huérfano de madre.